# Das Karussell des Todes
Das Karussell des Todes ist ein Spielfilm aus dem Jahr 1996. Der Film ist Teil einer kurzen Edgar-Wallace-Reihe des Senders RTL unter der Gesamtleitung von Horst Wendlandt, basiert aber auf keiner literarischen Vorlage des Schriftstellers.

## Handlung
Der Gärtner von Lady Osborne wird das Opfer eines Einbrechers, als er diesen im Haus der Lady erwischt. Bald geschehen noch mehr mysteriöse Morde und die Inspektoren Higgins und Lane vermuten eine Verbindung zwischen den Opfern und dem seit langem verstorbenen Ehemann der Lady.

## Hintergründe
Produziert wurde von Frühjahr bis Sommer 1995 in London und Berlin/Brandenburg zusammen mit den beiden anderen Filmen der ersten Staffel. Uraufführung war am 20. Februar 1996 auf RTL.